# Rhythm and blues
Rhythm and blues, w skrócie R&B (również R'n'B) – gatunek muzyki rozrywkowej wywodzący się z jazzu, bluesa i pieśni religijnych. Był jednym z najważniejszych protoplastów rock and rolla, a później nowoczesnego soulu.
Gatunek został ukształtowany z elementów jazzu, bluesa i pieśni religijnych. Stosowane instrumentarium było ubogie. Uległ komercjalizacji w latach 30. XX wieku, kiedy artyści big bandowi zaczęli tworzyć bardziej wyrazistą muzykę taneczną (z użyciem m.in. gitary basowej i riffów), określaną jako jump blues. Po zakończeniu II wojny światowej styl był na tyle charakterystyczny, że 17 czerwca 1949 w Stanach Zjednoczonych oficjalnie powstała lista przebojów w kategorii rhythm and blues (wcześniej stosowano nazwę race music). Według LeRoi Jonesa do lat 50. XX wieku była to muzyka tworzona przez i dla amerykańskich czarnoskórych. Gatunek rhythm and blues rzadko grały stacje radiowe białych. Niektóre utwory były odrzucane ze względu na silne konotacje seksualne (np. Work With Me Annie Hanka Ballarda, Baby Let Me Bang Your Box The Penguins czy Come Prince'a). Później elementy gatunku rhythm and blues zaczęły przenikać się wzajemnie z powstającym rock and rollem. W 1958 aż 90% utworów na liście przebojów gatunku rhythm and blues znajdowało się również na listach przebojów muzyki popularnej.
W latach 60. i 70. XX wieku rhythm and blues inspirował właśnie powstający rock. Artyści rockowi czerpali z oryginalnego materiału bluesowego lub wykorzystywali jego stylistykę, przy użyciu nowoczesnych środków technicznych (gitary elektryczne, wzmacniacze). Przykładami mogą być The Kinks, The Rolling Stones, The Animals, The Pretty Things, Them, Jimi Hendrix.
Rhythm and blues jest m.in. samodzielną kategorią nagród Grammy, a stylistyka jest obecna w licznych gatunkach muzycznych (disco, funk, rap i soul). Współczesny rhythm and blues jest kombinacją elementów występujących w soulu, popie oraz hip hopie. Dla odróżnienia stosowane bywa określenie contemporary R&B.